# Ray Clough
Ray William Clough, né le 23 juillet 1920 à Seattle, et mort le 8 octobre 2016, est un ingénieur américain spécialiste de la dynamique des structures. Il a popularisé les méthodes matricielles dans la théorie des machines tournantes.
Dans le titre d'un article de 1956 apparaît le mot Stiffness (rigidité).
Dans un article de 1960 apparaît Finite Element Method (méthode des éléments finis)
- Boeing Airplane Company (1942-1943)
- Professeur à Berkeley (1949)
- Membre de la National Academy of Sciences ()
- Prix Walter L. Huber (1960)
- Membre de la National Academy of Engineering (1968)
- Directeur Earthquake Engineering Research Center, Richmond (1973-1978)
- Docteur honoris causa de l'École Chalmers (1979)
- Docteur honoris causa - Trondheim (1982)
- Prix de la recherche General Electric (1986)
- Médaille Norman (1987)
- Citation de Berkeley (1987)
- Médaille nationale de la science (1994)
- Médaille von Karman (1995)
- Membre de l'Académie chinoise des Technologies (1996)
- Médaille George W. Housner (1996)
- Médaille du prince Philip - Académie Royale des Technologies - Londres (1997)
- Médaille Benjamin Franklin (2006)